# 楊志堅
楊志堅（英語：Yeung Chi Kin，1962年10月24日—），香港影視男導演。

## 簡歷
楊志堅在1979－1980年先後於無綫電視藝員訓練班及編導訓練班畢業，任職綜藝組及戲劇組助理編導。
1982年加入亞洲電視任綜藝節目編導，曾參與拍攝亞洲電視台慶節目，1984年轉任電視劇編導，1990年首次執導其電影代表作之一由葉玉卿主演的《卿本佳人》、2001年的《人頭豆腐湯》。
楊志堅一直在亞視任職至1990年代末，參與拍攝《八仙過海》、《銀狐》等經典劇集，亦曾擔任1997年亞視賀歲劇集《萬事勝意》監製。1997年後，轉往中國大陸發展，拍攝電視劇集及電影。
2017年拍攝香港電視娛樂劇集《詭探》《詭探前傳》是時隔多年再於香港拍攝電視劇。

## 電視劇作品

### 編導（亞洲電視）
- 1985年《八仙過海》
- 1985年《戰神》
- 1985年《第四代》
- 1985年《三世人》
- 1985年《諸葛亮》
- 1986年《西施》
- 1986年《時光倒流七十年》
- 1989年《傅紅雪傳奇》
- 1989年《兜亂兩仔爺》
- 1990年《代代平安》
- 1990年《滿清十三皇朝之危城爭霸》
- 1991年《劍神》
- 1991年《香港傳奇人物之天之嬌女》
- 1992年《本是同根》
- 1992年《一千靈異夜》
- 1993年《銀狐》
- 1993年《皇家警案實錄II》
- 1993年《新朱門怨》
- 1994年《梁天來》
- 1994年《可憐天下父母心》
- 1995年《包青天》
- 1995年《喂！喂！喂！有屋租》
- 1996年《我和春天有個約會》
- 1997年《97變色龍》
- 1997年《着數一族》
- 1999年《非常女警》
- 2000年《與狼共枕》

### 監製（亞洲電視）
- 1997年《萬事勝意》

### 導演（ViuTV）
- 2017年《詭探》
- 2019年《詭探前傳》

### 導演（內地）
- 2010年《歡喜婆婆俏媳婦》
- 2011年《暗行者》

## 電影作品

### 導演兼編劇（香港）
- 1991年《卿本佳人》
- 1992年《特區愛奴》
- 2001年《人頭豆腐湯 》

### 導演（內地）
- 2018年《山海經破蠱師：饕餮獸》
- 《催眠指令》

## 電視節目

### 導演（內地）
- 2021年《江淮小戲骨》[5]

## 外部連結
- 香港電影導演大全-楊志堅 （页面存档备份，存于）
- 楊志堅在香港影庫上的簡介